# Vitt mullbär
Vitt mullbär (Morus alba) är en art i mullbärssläktet och familjen mullbärsväxter. Arten är utbredd från Centralasien till Kina och är mest känd för att vara foderväxt till silkesfjärilens larver.
Vitt mullbär är en mångformig art som blir en buske eller ett träd på upp till 15 meter. Unga grenar är dunhåriga, men blir senare kala. Bladen är skaftade (1,5-2,5 cm) och äggrunda, vanligen hela men ibland med tre flikar. De blir 7-30 cm långa och 5-15 cm breda, bladbasen är hjärtlik, medan spetsarna är spetsiga till rundade. Bladen är kala på ovansidan, men har några hår i nervernas vinklar på undersidan. Hanblommornas ax blir cirka 2,5 cm långt. Frukten är en skenfrukt, den blir vid mognaden vit till rosa, eller svart, med en söt smak.

## Varieteter
Flera varieteter erkänns:
- var. alba - trädlik med vita till rosa frukter.
- var. multicaulis - är en månggrenig buske med nästan svarta frukter.

## Sorter

### Fruktsorter
Sorter med svarta frukter har förädlats ut var. multicaulis.
- 'Aureifolia' - har gulgröna blad och vita frukter.
- 'Beautiful Day' - får medelstora till stora frukter som blir rent vita som mogna. Fruktköttet är sött och lämpar sig att ätas färskt eller torkas. Blir ett medelstort, lättskött träd.
- 'Downing' - (var. multicaulis) från 1846 får medelstora frukter (3 × 1,5 cm) som blir svarta som mogna. De är söta utan syra. Andra kloner säljs ibland under detta namn.
- 'Fegyvernekiana' - buskartad dvärgform.
- 'Gamette Hative' - har svarta frukter.
- 'Hunza Seedless' - har medelstora, rent vita frukter som saknar frön. De torkas vanligen och är stapelföda för människor i Hunza.
- 'Italica' - har svarta frukter.
- 'Laciniata' - har djupt flikiga blad.
- 'Morettii' - är en svartfruktig sort.
- 'Nana' ('Globosa') - är en dvärgform som bara bildar buskar.
- 'Pakistan' - från Islamabad, Pakistan, är en av de mest storfruktiga sorterna, med vita frukter. Fruktköttet är fastare än hos de flesta andra sorterna, det är välsmakande med bra balans mellan sötma och syra.
- 'Platanifolia' - är en sort av var. multicaulis  som har lönnlika, flikiga blad.
- 'Pendula' - har hängande grenar. Frukterna är svarta välsmakande. Säljs ibland som svart mullbär.
- 'Romana' - har svarta frukter.
- 'Russian' ('Tatarica', var. tatarica), tatarmullbär - introducerades från Kina för cirka 1500 år sedan. Det har rödsvarta frukter som har god kvalitet när de mognat. Trädet blir upp till 10 meter och är härdigt och tåligt mot drag.
- 'Spirata' - är en sort av var. multicaulis med grenar som växer i zick-zack.
- 'Tehama' ('Giant White') - har stora, upp till 7 cm långa, mycket söta, frukter. Bildar vackra, storbladiga träd.
- 'Tut Badena' - är en vitfruktig sort.

Några andra fruktsorter är; 'California Giant' (var. multicaulis), 'Georgeous' (var. multicaulis), 'Large Black' (var. multicaulis), 'New American', 'Queensland Black' (var. multicaulis), 'Trowbridge' och 'Thorburn'.

### Sorter utan frukter
Dessa sorter är hankloner och är lämpliga där frukterna kan vara ett problem, som i häckar, till gatuträd och till odling av blad.
- 'Bellaire'
- 'Chaparral'
- 'Hempton'
- 'Stribling'
- 'Urban'.

## Synonymer
var. alba
Ficus indica L.
Morus acidosa C. K. Schneider
Morus alba var. aureifolia Tsen = 'Aureifolia'
Morus alba var. indica (L.) Bureau
Morus alba var. integrifolia K.Koch
Morus alba var. macrophylla Loudon
Morus alba var. tatarica (L.) Seringe = 'Russian'
Morus alba var. vulgaris Bureau
Morus atropurpurea Roxb.
Morus bombycis Koidzumi
Morus bombycis f. caudatifolia Koidzumi
Morus bombycis f. dissecta Nakai
Morus bombycis f. kase Uyeki
Morus bombycis var. maritima Koidzumi
Morus bombycis var. rubricaulis Uyeki
Morus byzantina Siebold
Morus constantinopolitana Poir.
Morus heterophylla Loudon
Morus indica L.
Morus kagayamae Koidzumi
Morus macrophylla (Loud.) Moretti
Morus morettiana Jacques ex Burr.
Morus nervosa Deless. ex Spach
Morus pumila Balbis
Morus rubra Lour. nom. illeg.
Morus sylvestris Forssk.
Morus tatarica Pall. = 'Russian'
Morus tortuosa Moretti
var. multicaulis (Perr.) Loudon 
Morus alba f. pendula' Dippel = 'Pendula'
Morus alba var. italica Spach = 'Italica'
Morus alba var. latifolia (Poiret) Bureau
Morus alba var. morettii Seringe
Morus alba var. pendula (Dippel) C.K.Schneid. = 'Pendula'
Morus cucullata Bonaf.
Morus latifolia Poiret
Morus multicaulis Perr.
Morus multicaulis var. planifolia Seringe
Morus platanifolia hort. = 'Platanifolia'
Morus (alba var.?) romana Loddiges
Morus tookwa Siebold ex Miq.